# ذخیره‌گاه طبیعی لویتما
ذخیره‌گاه طبیعی لویتما (انگلیسی: Luitemaa Nature Reserve) یک ذخیره‌گاه طبیعی در شهرستان پارنو، استونی است که در سال ۲۰۱۰ میلادی در کنوانسیون رامسر به ثبت رسیده‌است.

## نگارخانه

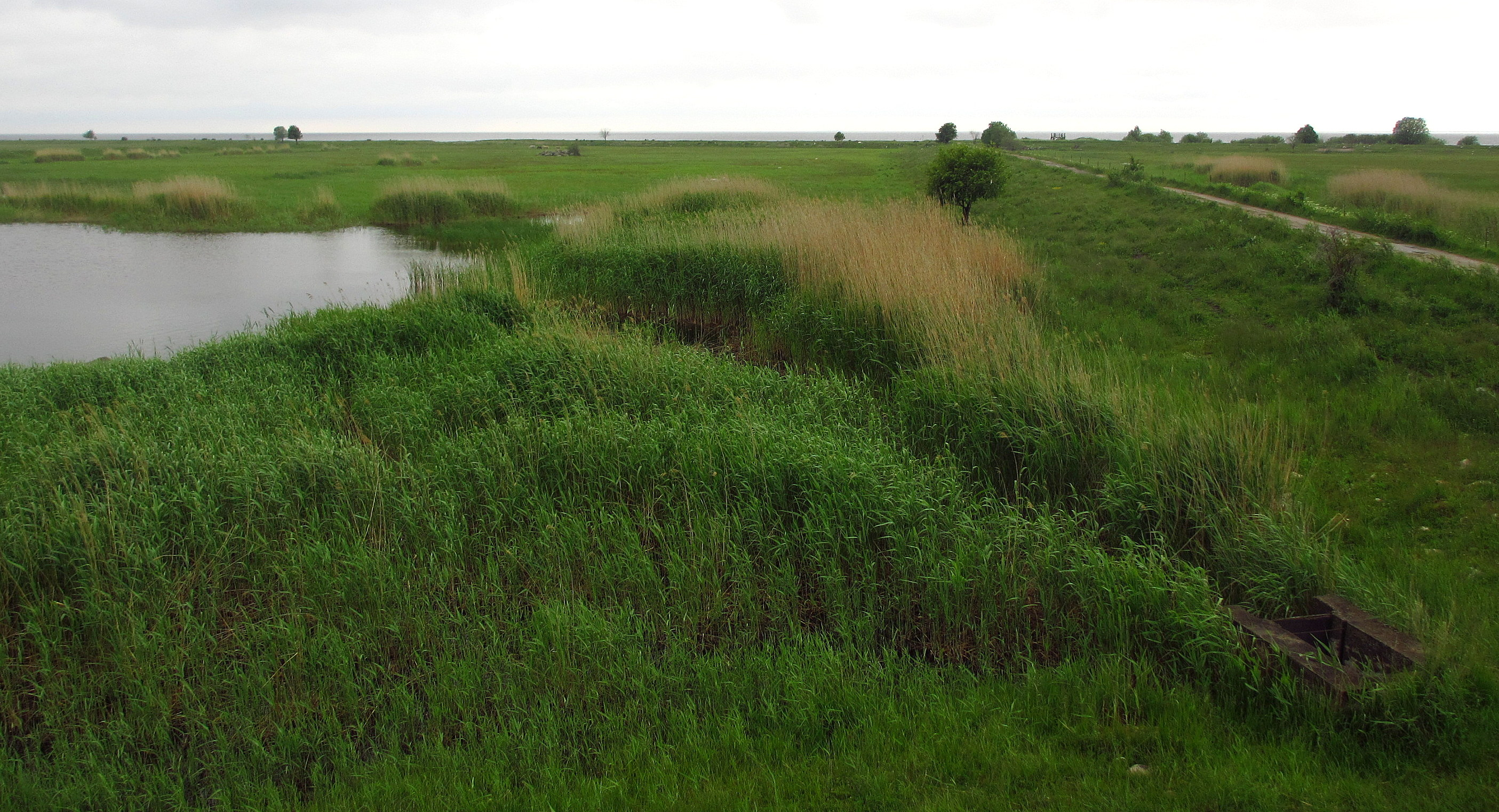
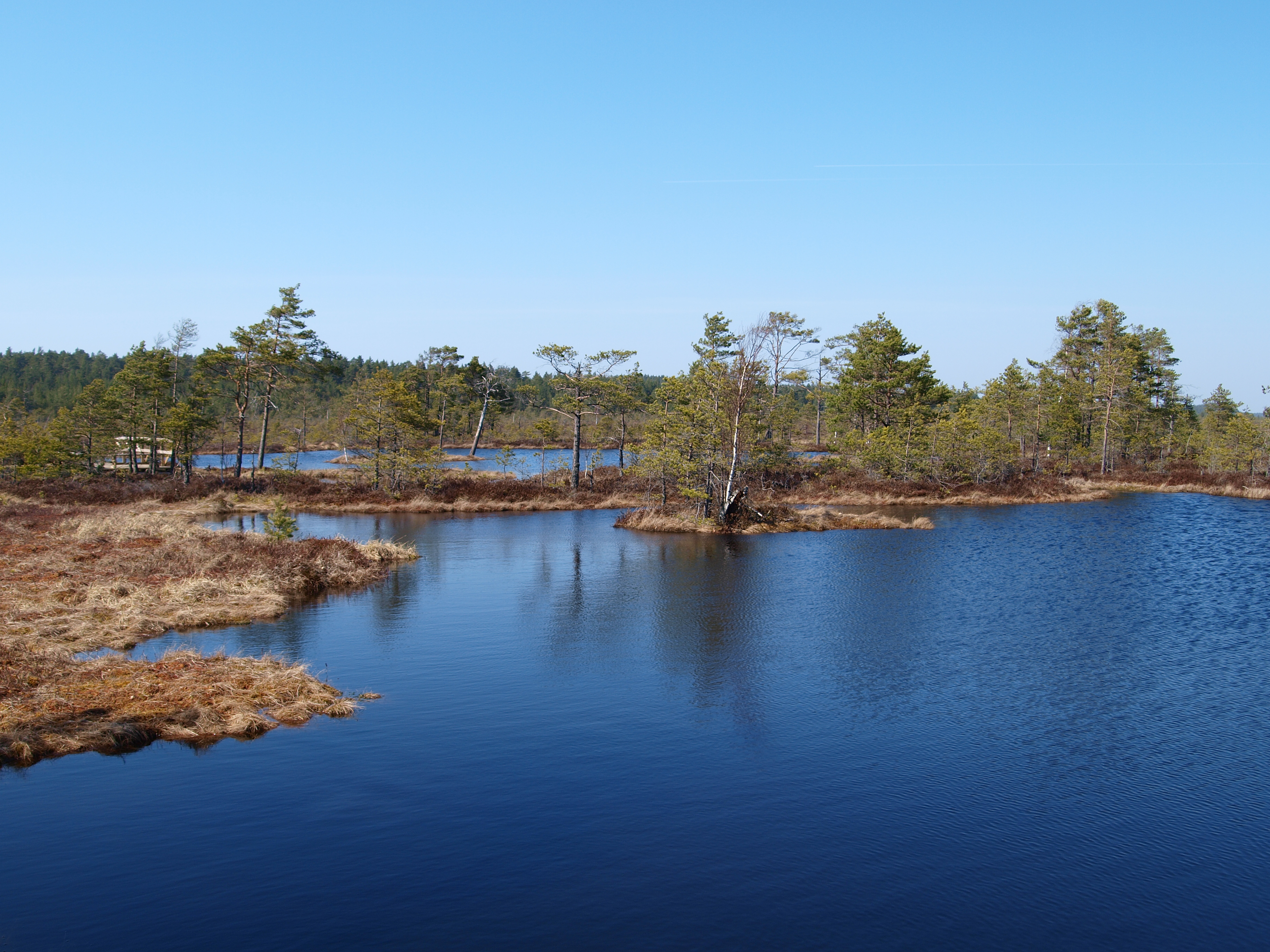
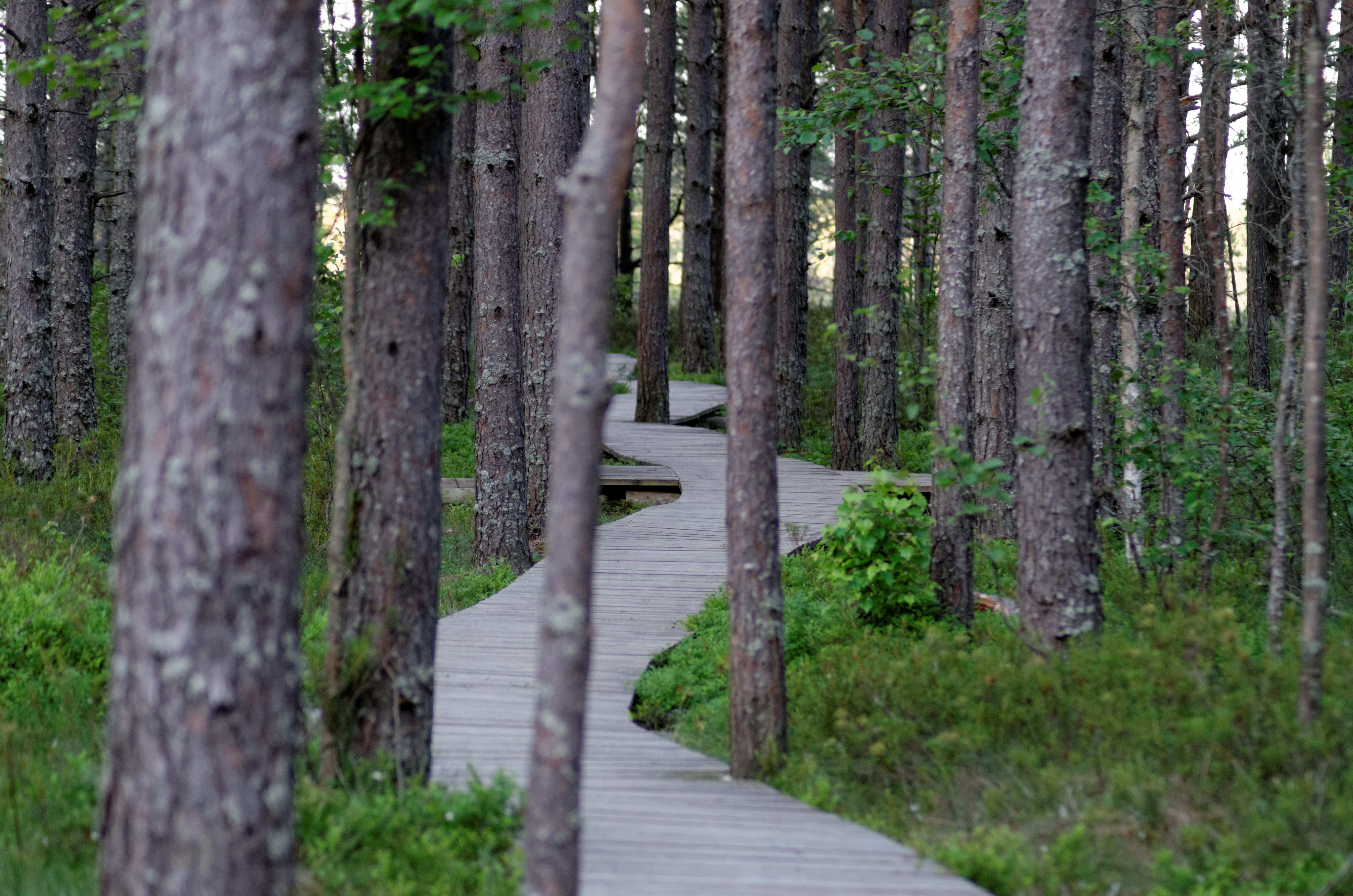
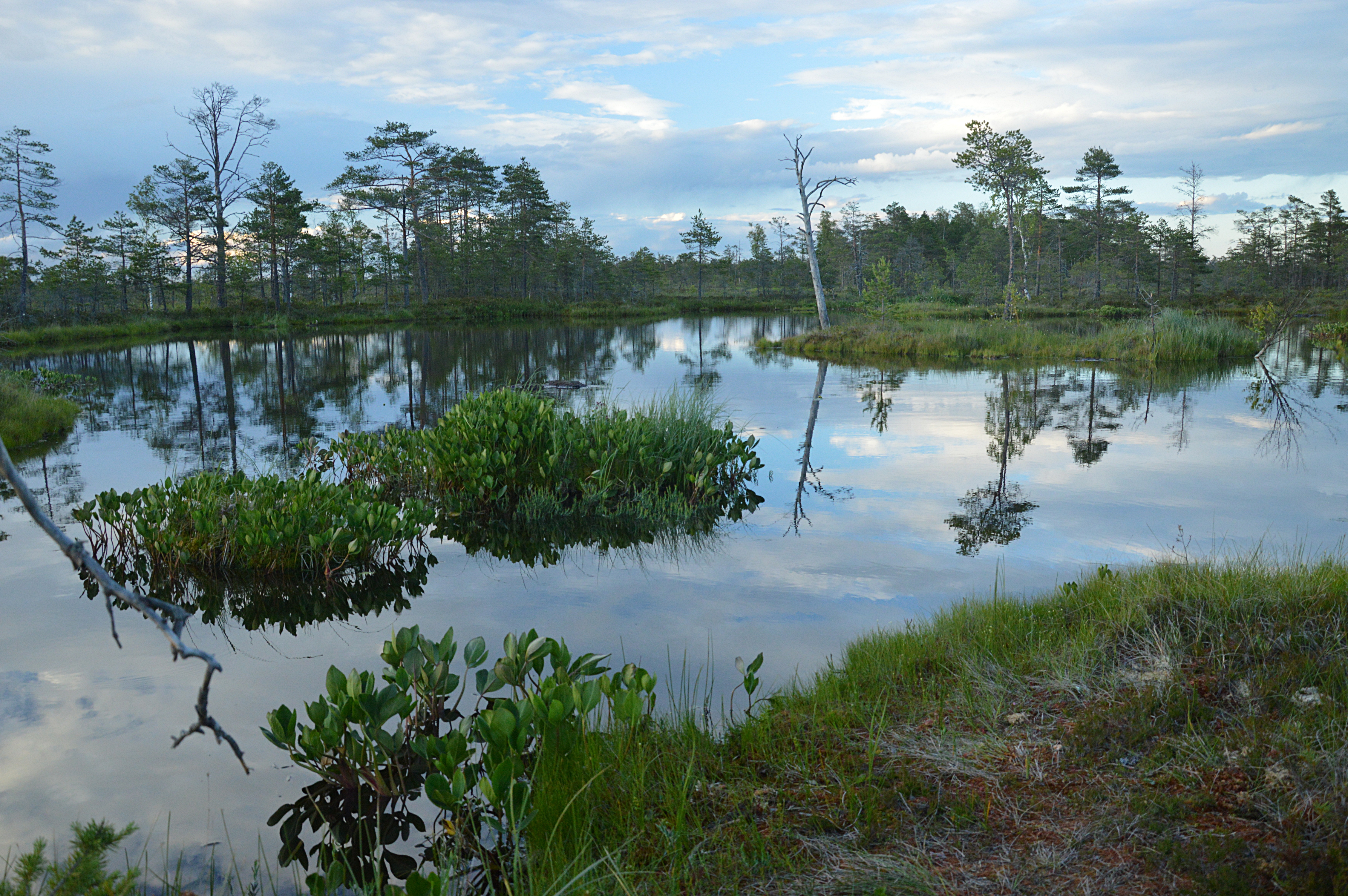